# Ortografia vallona unificata
Il vallone unificato (rifondou walon e in Francese wallon unifié od orthographe wallonne commune) è una nuova tipologia ortografica della lingua vallona, una lingua romanza parlata in Vallonia (sud del Belgio). È in contrapposizione all'antica tipologia, chiamata Sistema Feller.
È utilizzato, praticamente, negli stessi luoghi in cui è parlato il vallone classico:
- in Francia, nella zona denominata Botte de Givet (nel nord delle Ardenne), oltre a qualche piccolo centro del dipartimento del Nord (Cousolre);
- in Belgio, da residenti valloni di Bruxelles;
- nel granducato del Lussemburgo, in alcuni borghi quali Doncols e Sonlez.

## Storia
Il Sistema Feller era uno standard ortografico fonetico, ma aveva lo svantaggio che variava da una regione all'altra, a seconda dei diversi dialetti e patois che componevano la Vallonia. L'ortografia vallone unificata è stata pensata in senso opposto: la stessa parola viene scritta nello stesso modo in tutta la zona vallona, anche se si pronuncia diversamente da un luogo ad un altro.
Non è una lingua unificata, poiché tutti continuano a parlare vallone secondo le variazioni locali.
Il vallone unificato si basa su diasistemi, lettere o gruppi di lettere la cui pronuncia può variare da una regione all'altra e addirittura da un villaggio all'altro. Con questi diasistemi, una parola scritta alla stesso modo potrà essere anche pronunciata allo stesso modo in tutta la Vallonia.

## Esempi
| Scrittura | Liegi | Namur-Charleroi |
| --------- | ----- | --------------- |
| xh        | H     | ch              |
| jh        | H     | j               |
| ea        | ê     | ia              |
| ae        | ê     | a               |